# Paul Vidrașcu
Paul Vidrașcu (ur. w 1901, zm. ?) – rumuński rugbysta, brązowy medalista Igrzysk Olimpijskich 1924 w Paryżu. 
Paul Vidrașcu zadebiutował w reprezentacji Rumunii w meczu ze Stanami Zjednoczonymi w 1919. Na Letnich Igrzyskach Olimpijskich zagrał w obu meczach. Po igrzyskach Vidraşcu zagrał jeszcze tylko raz – w 1927 z Czechosłowacją.